# Новият кошмар на Уес Крейвън
„Новият кошмар на Уес Крейвън“ (на английски: Wes Craven's New Nightmare) е американски слашър филм на ужасите от 1994 г.

## Актьорски състав
- Робърт Енглънд - себе си/Фреди Крюгер
- Хедър Ленгенкемп – себе си/Нанси Томпсън
- Мико Хюс – Дилън Портър
- Джон Саксън – л-т Дон Томпсън
- Трейси Мидъндорф – Джули
- Фран Бенет – д-р Кристин Хефнър
- Уес Крейвън – себе си